# Eclissi solare del 31 luglio 1981
L'eclissi solare del  31 luglio 1981, di tipo totale, è un evento astronomico che ha avuto luogo il suddetto giorno attorno alle ore 03:46 UTC. La durata della fase massima dell'eclissi è stata di 2 minuti e 2 secondi e l'ombra lunare sulla superficie terrestre raggiunse una larghezza di 108 km. Il punto di massima totalità è avvenuto in Russia non lontano dalla cittadina russa di Zlatoustovsk. 
L'eclissi del 31 luglio 1981 è stata la seconda eclissi solare nel 1981 e la 185ª nel XX secolo. La precedente eclissi solare ha avuto luogo il 4 febbraio 1981, la seguente il 25 gennaio 1982. Il diametro apparente della luna era di 7 secondi d'arco più grande dell'eclissi solare anulare avvenuta 5 mesi prima, il 4 febbraio 1981.
Il percorso continentale della totalità è ricaduto interamente all'interno del territorio dell'Unione Sovietica, oggi Georgia, Kazakistan e Russia. Anche la parte meridionale del Monte Elbrus, la montagna più alta d'Europa, era nel percorso della totalità. L'eclissi totale è poi entrata nell'Oceano Pacifico, dove è terminata al tramonto. L'eclissi parziale è diventata visibile in Europa orientale, Asia, Pacifico, Nord America e Artico.
In Grecia l'eclissi è stata visibile per poco tempo dalla Tracia all'alba. Ad Orestiada la copertura del disco solare da parte della Luna ha raggiunto il 7,5%.
Presso la città di Tomsk, in Russia, durante questa eclissi sono state osservate nubi nottilucenti.

## Percorso e visibilità

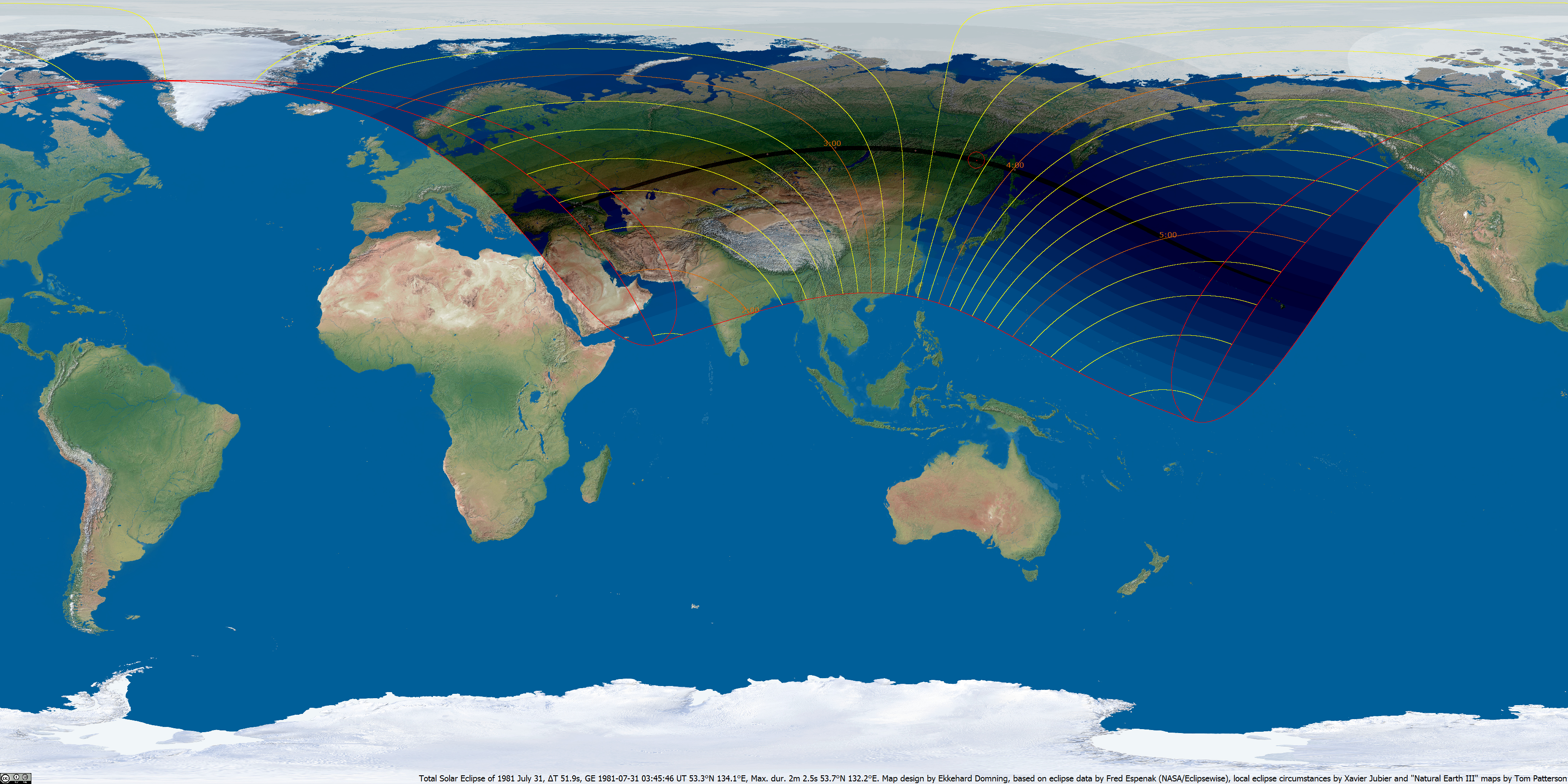
Copertura della fase totale (riga centrale nera) e parziale

L'eclissi solare totale si è manifestata sulla superficie del Mar Nero tra l'attuale Georgia, prima facente parte dell'Unione Sovietica, e la Turchia all'alba del 31 luglio. L'ombra lunare ha attraversato la Georgia nord-occidentale e la Russia sud- occidentale e la parte settentrionale del Mar Caspio. Attraversando l'attuale Kazakistan ed entrando nella regione siberiana dell'attuale Russia, si è gradualmente spostata verso sud-est e ha raggiunto il momento di massima totalità nel territorio di Selemdžinskij rajon, nell'Oblast' dell'Amur. Successivamente, l'umbra ha attraversato l'isola Sakhalin, il Mare di Okhotsk e le Isole Curili, attraversando la linea di data internazionale nell'Oceano Pacifico settentrionale.
Infine è terminata sulla superficie dell'oceano a circa 320 chilometri a nord-est di Kauai nelle Isole Hawaii al tramonto locale del 30 luglio. L'eclissi solare totale vista sulla terraferma risulta avvenuta il 31 luglio, a seguito del passaggio della linea del cambio di data.

## Osservazioni a fini scientifici
Stati Uniti ed Unione Sovietica hanno effettuato una spedizione di ricerca congiunta. Il centro nazionale per gli studi atmosferici degli Stati Uniti d'America e il Laboratorio di Ricerche Navali Statunitense (NCAR) e l'Accademia delle scienze dell'URSS, oggi divenuta Accademia russa delle scienze, hanno collaborato allo studio della corona solare.
Il gruppo di osservazione congiunto USA-Unione Sovietica si è recato a Bratsk, nell'Oblast' di Irkutsk, per osservare la fase di totalità.
Osservazioni della corona sono state ottenute anche dal coronografo installato sul satellite americano Solwind, Da un video ottenuto dallo strumento è stato possibile sviluppare la struttura tridimensionale della corona solare.

## Eclissi correlate

### Eclissi solari 1979 - 1982
Questa eclissi è un membro di una serie semestrale. Un'eclissi in una serie semestrale di eclissi solari si ripete approssimativamente ogni 177 giorni e 4 ore (un semestre) in nodi alternati dell'orbita della Luna.

### Ciclo di Saros 145
Questa eclissi solare fa parte del ciclo di Saros 145, che si ripete ogni 18 anni, 11 giorni, 8 ore e contenente 77 eventi. La serie iniziò con un'eclissi solare parziale il 4 gennaio 1639 e raggiunse una prima eclissi anulare il 6 giugno 1891. Vi fu un evento ibrido il 17 giugno 1909 ed eventi di eclissi totali dal 29 giugno 1927 al 9 settembre 2648. La serie termina al membro 77 con un'eclissi parziale il 17 aprile 3009. L'eclissi più lunga si verificherà il 25 giugno 2522, con una durata massima totale di 7 minuti e 12 secondi. Tutte le eclissi di questa serie si verificano nel nodo ascendente della Luna.